# Sylvia Syms (chanteuse)
Ne doit pas être confondu avec Sylvia Syms.
Sylvia Syms, née Sylvia Blagman le 2 décembre 1917 et morte le 10 mai 1992, est une chanteuse de jazz américaine.

## Albums
| Année | Titre                            | Label            |
| ----- | -------------------------------- | ---------------- |
| 1952  | Songs By [10" version]           | Atlantic         |
| 1954  | After Dark [10"]                 | Version Records  |
| 1956  | Sylvia Syms Sings                | Atlantic         |
| 1957  | Songs of Love                    | Decca            |
| 1959  | Torch Song                       | Columbia         |
| 1961  | That Man                         | Kapp             |
| 1964  | Fabulous                         | 20th Century Fox |
| 1965  | Sylvia Is!                       | Prestige         |
| 1967  | For Once in My Life              | Prestige         |
| 1970  | Love Lady                        | Stanyan Records  |
| 1976  | Lovingly                         | Atlantic Records |
| 1978  | She Loves to Hear the Music      | A&M              |
| 1982  | Syms by Sinatra                  | Reprise          |
| 1984  | A Jazz Portrait of Johnny Mercer | DRG Records      |
| 1989  | Then Along Came Bill             | DRG Records      |
| 1992  | You Must Believe in Spring       | Elba Records     |
| 2004  | The Columbia Years               | Columbia Records |

## Films
- The Goldbergs (1950)
- The Blue Veil (1951)
- Night Without Sleep (1952)
- It Happens Every Thursday (1953)
- Some of My Best Friends Are (1971)
- Born to Win (1971)

## Télévision
- The Tonight Show – 1955
- The Tonight Show – 1956
- The VIP Show of the Year – Sep 9, 1956
- Stars of Jazz - Dec 17, 1956
- Art Ford's All-Star Jazz Party - 1958
- Playboy’s Penthouse – Sep 23, 1961
- Playboy’s Penthouse – Apr 21, 1962
- The Merv Griffin Show – 1962
- The Merv Griffin Show – 1963
- The Tonight Show – Sep 17, 1963
- The Mike Douglas Show – 1965
- The Merv Griffin Show – Jun 29, 1966
- Donald O’Connor Show – Oct 21, 1968
- The Merv Griffin Show – 1969
- The Mike Douglas Show – 1969
- The Mike Douglas Show – Aug 9, 1970
- The Tonight Show - Aug 6, 1972
- The Mike Douglas Show – Aug 11, 1974
- The Merv Griffin Show – 1974
- The Tonight Show – Feb 25, 1975
- The Merv Griffin Show – 1978
- The Dick Cavett Show – Nov 16, 1978
- Dinah! – Nov 17, 1978
- Over Easy – Nov 24, 1978
- Over Easy – May 23, 1980
- Glenn Miller: A Moonlight Serenade – Dec 1, 1984
- American Masters: The Long Night of Lady Day - Aug 3, 1986
- Buddy Barnes Live at Studio B – 1986